# Johann Tartler
Johann Tartler (Brassó, 1753. december 15. – 1825. március 26.) erdélyi szász történész, királyi kormánytanácsos, a Lipót-rend lovagja és szász comes.

## Élete
Johann Tartler evangélikus lelkész fia. A gimnáziumot szükővárosában végezte, majd apja 1773-ban Jenába küldte teológiát tanulni. Ő azonban a politikai tudományokra adta magát és a göttingeni, majd a bécsi egyetemen folytatta politikai és jogi tanulmányait. Hazájába visszatérve, 1775 októberében a brassói tanácsnál titkárnak alkalmazták. Miután 1776-ban rövid ideig az erdélyi kormányszéknél gyakornokoskodott, 1784. október 11-én Brassó városa aljegyzőnek alkalmazta. 1786. július 13-án a nagyszebeni törvényszékhez iktatónak, 1787-ben a királyi táblához titkárnak nevezték ki. 1790. december 12-én Brassó városa harmadik követként a kolozsvári erdélyi országgyűlésre küldte. A szászok részéről több ízben járt Bécsben, hogy az erdélyi országgyűlésen rajtuk ejtett sérelmeiket a királynál ellensúlyozza. 1794-ben kinevezést kapott az erdélyi udvari kancelláriához kormányszéki titkári címmel kinevezték, 1795-ben pedig valóságos titkár lett. Az 1809. erdélyi nemesi felkelés körül szerzett érdemeiért és az 1810-11. erdélyi országgyűlési szerepléséért 1812-ben kormányszéki tanácsossá nevezteték ki. 1816. július 15-én a szászok comese lett.

## Művei
- Das Recht des Eigenthums der sächsischen Nation in Siebenbürgen auf dem ihr vor mehr als 600 Jahren von ungarischen Königen verliehenen Grund und Boden, in soweit seibiges unbeschadet der oberherrschaftlichen Rechte des Landesfürsten der Nation zusteht, aus diplomatischen Urkunden und Landes-Gesetzen erwiesen und denen auf dem Landtag in Klausenburg versammelten Landes-Ständen vorgelegt von den Repräsentanten der Nation. Im Jahr 1791. Wien
- Allerunterthänigste Vorstellung der sächsischen Nation in Siebenbürgen an des Kaiser Leopold II. Majestät über verschiedene Gegenstände des im Jahre 1791. abgehaltenen Landtags. Eingereicht im Dezember 1791 (Schölzer, Kritische Sammlung zur Geschichte der Deutschen in Siebenbürgen. Göttingen, 1795. c. munkája 133-162. l.)
- Reden, gehalten bei der feierlichen Installation des Hochwohlgeborenen Herrn Johann Tartler… zum Comes der sächischen Nation den 15. Julius 1816. Hermannstadt (beszéde a 13-21. l.)
- Kéziratban: Projectum, qua ratione possint ab una Agenda Augustae Aulae minui, ab altera vero parte activitas R. Gubernii Transsilvanici augeri? in sequelam Benignarum Litterarum manualium ao. 1799. d. 26. Decemb. ad Gubernatorem C. Bánfy exaratorum concinnatam a. 1800